# Хартман I фон Верденберг
Хартман I фон Верденберг (на немски: Hartmann I von Werdenberg; † ок. 1271) е от 1256 до 1259 г. граф на Крайбург и Марквартщайн и по-късно граф на Вердеберг. Той е считан за родоначалник на графовете на Верденберг-Сарганс.

## Биография
Той е вторият син на граф Рудолф I фон Верденберг († 1244/1247) и Клеменция фон Кибург († 1249). Брат е на Хуго I († 1280), Хайнрих I, абат на Дизентис († 1273), Хедвиг († 1275), майка на Бертхолд III, граф фон Хайлигенберг, епископ на Кур († 1298), на Елизабет († сл. 1247), и на Клеменция († 1282).
Хартман I се жени през 1256 г. за Елизабет фон Ортенбург († сл. 1282), единствената дъщеря на Рапото III фон Ортенбург († 1248), граф на Ортенбург-Крайбург-Марквартщайн, пфалцграф на Бавария, и съпругата му Аделхайд фон Нюрнберг-Цолерн († 1304), дъщеря на бургграф Конрад I фон Нюрнберг-Цолерн.
След смъртта на Рапото III той поема управлението и се нарича „пфалцграф фон Крайбург“. През 1259 г. Хартман продава графството Крайбург и собственосите на херцог Хайнрих XIII Вителсбах от Долна Бавария.
През 1258 г. фамилната собственост на Верденбергите се поделя. Хартман I носи най-късно от 1259 г. титлата comes de Werdenberch и е прародител на графовете на Верденберг-Сарганс. Наследен е от синът му Рудолф II († 1322/23).

## Деца
Хартман I и съпругата му Елизабет фон Ортенбург имат децата:
- Рудолф II († 1322/1323), граф на Верденберг-Сарганс, женен за Аделхайд фон Бургау († ок. 1307), дъщеря на маркграф Хайнрих II (IV) фон Бургау († 1293)
- Хартман II, каноник в Бамберг
- Хуго III, Йоанитски комтур във Веденсвил и Бубикон.